# ام‌اس کونگسهولم (۱۹۶۶)
ام‌اس کونگسهولم (۱۹۶۶) (به انگلیسی: MS Kungsholm (1966)) یک کشتی است که طول آن ۲۰۱٫۳۳ متر (۶۶۰ فوت ۶ اینچ) می‌باشد. این کشتی در سال ۱۹۶۵ ساخته شد.